# Gahnia procera
Gahnia procera is een soort uit de cypergrassenfamilie (Cyperaceae). De soort is inheems in Nieuw-Zeeland, waar hij voorkomt op het Noordereiland, het Zuidereiland en Stewarteiland. Hij groeit in montane en subalpiene gebieden, waar hij aangetroffen wordt in bossen en subalpiene struikbegroeiing. 